# Friedrich Walter (Historiker, 1896)
Friedrich Walter (* 18. August 1896 in Wien; † 30. Mai 1968 ebenda) war ein österreichischer Historiker. Er war außerordentlicher Professor für Neuere Geschichte und Historische Hilfswissenschaften an der Universität Wien.

## Leben
Walter wurde 1896 als Sohn eines Buchbinders und dessen Frau in Wien geboren. Nach der Matura 1914 am Akademischen Gymnasium in Wien leistete er Kriegsdienst u. a. als Offizier beim Feldjägerbataillon 21. Ab 1918 studierte er Geschichte an der Universität Wien. 1920 wurde er bei Alfred Francis Přibram mit der Dissertation Erzherzog Stephan. 1817–1867 zum Dr. phil. promoviert. Von 1921 bis 1923 absolvierte er als außerordentliches Mitglied den Kurs am Institut für Österreichische Geschichtsforschung (Hausarbeit bei Oswald Redlich). Bereits 1920 wurde er wissenschaftlicher Beamter im Staatsarchiv des Innern und der Justiz. 1930 wechselte er in das Hofkammerarchiv. 1945 trat er in den Ruhestand.
1955 wurde er Privatdozent für Historische Hilfswissenschaften mit besonderer Berücksichtigung der Archiv- und Aktenkunde an der Universität Wien. 1956 erweiterte sich seine Dozentur um Verfassungs- und Verwaltungsgeschichte. 1959 erhielt er den Titel außerordentlicher Professor (tit. ao. Prof.) für Neuere Geschichte und Historische Hilfswissenschaften an der Universität Wien. Außerdem war er Lehrbeauftragter am Institut für österreichische  Geschichtsforschung und betreute dort die Fächer Archiv- und Aktenkunde sowie Schriftenkunde und Verfassungs- und Verwaltungsgeschichte Österreichs in der Neuzeit.
Walter war ab 1949 Mitglied der Wiener Katholischen Akademie (er redigierte dort den Besonderen Teil der Austria  Sacra von Leo Santifaller), ab 1957 der Kommission für Neuere Geschichte Österreichs, ab 1958 der Südostdeutschen Historischen Kommission und ab 1961 der Historischen Kommission bei der Bayerischen Akademie der Wissenschaften. Außerdem war er kooptiertes Mitglied der Urbar- und Weistümer-Kommission der Österreichischen Akademie der Wissenschaften. Er wurde am Wiener Zentralfriedhof bestattet. Das Grab ist bereits aufgelassen.

## Auszeichnungen
- 1964: Österreichisches Ehrenkreuz für Wissenschaft und Kunst I. Klasse

## Schriften (Auswahl)
- (Ausgew.): Maria Theresia: Urkunden, Briefe, Denkschriften (= Die kleine Bücherei. 240). Albert Langen/Georg Müller, München 1942.
- Die österreichische Zentralverwaltung. 5 Bände, Holzhausen, Wien 1950 ff.
- Männer um Maria Theresia. Holzhausen, Wien 1951. (2. Fassung, 1959)
- Die theresianische Staatsreform von 1749. Verlag für Geschichte und Politik, Wien 1958. (Lizenz, Oldenbourg 1958)
- mit Harold Steinacker: Die Nationalitätenfrage im alten Ungarn und die Südostpolitik Wiens (= Buchreihe der Südostdeutschen Historischen Kommission. Bd. 3). Oldenbourg, München 1959.
- (Hrsg. und eigel.): Carl Friedrich Frhr. Kübeck von Kübau: Aus dem Nachlass des Freiherrn Carl Friedrich Kübeck von Kübau. Tagebücher, Briefe, Aktenstücke (1841–1855) (= Veröffentlichungen der Kommission für Neuere Geschichte Österreichs. 45). Böhlau, Graz u. a. 1960.
- (Hrsg.): Magyarische Rebellenbriefe 1848. Aemtliche und Privat-Correspondenzen der magyarischen Rebellenregierung, ihrer Führer und Anhänger (= Buchreihe der Südostdeutschen Historischen Kommission. Bd. 13). Oldenbourg, München 1964.
- (Hrsg.): Maria Theresia: Briefe und Aktenstücke in Auswahl (= Ausgewählte Quellen zur deutschen Geschichte der Neuzeit. Bd. 12). Wissenschaftliche Buchgesellschaft, Darmstadt 1968. (2. Auflage, 1982)
- Adam Wandruszka (Hrsg. aus dem Nachlass): Österreichische Verfassungs- und Verwaltungsgeschichte von 1500–1955 (= Veröffentlichungen der Kommission für Neuere Geschichte Österreichs. 59). Böhlau, Wien u. a. 1972, ISBN 3-205-08562-0.